# Новинское (Галичский район)
Новинское — деревня в Степановском сельском поселении Галичского района Костромской области России.

## География
Деревня расположена у реки Олешанка.

## История
Согласно Спискам населенных мест Российской империи в 1872 году деревня относилась к 1 стану Галичского уезда Костромской губернии. В ней числилось 3 двора, проживало 9 мужчин и 13 женщины.
Согласно переписи населения 1897 года в деревне проживало 49 человек (23 мужчины и 26 женщин).
Согласно Списку населенных мест Костромской губернии в 1907 году деревня относилась к Вознесенской волости Галичского уезда Костромской губернии. По сведениям волостного правления за 1907 год в ней числилось 7 крестьянских дворов и 51 житель. основным занятием жителей деревни, помимо земледелия, был плотницкий промысел.
До муниципальной реформы 2010 года деревня входила в состав Толтуновского сельского поселения.

## Население
| 1872 | 1897 | 1907 | 2008 | 2010 | 2012 | 2014 |
| ---- | ---- | ---- | ---- | ---- | ---- | ---- |
| 21   | ↗49  | ↗51  | ↘0   | →0   | →0   | →0   |

По некоторым данным, в 2012 году в Новинском проживало 0 человек.